# 폰세카만

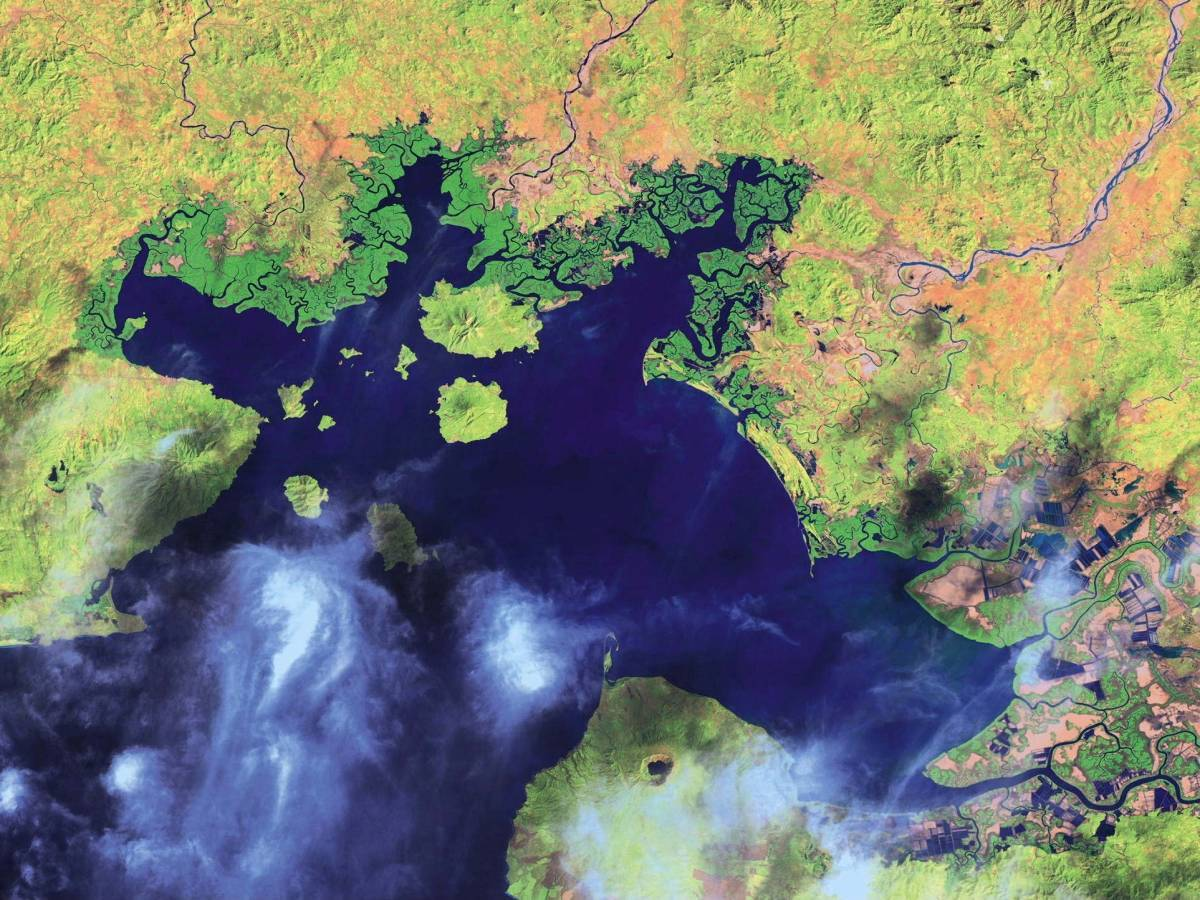
위성 사진

폰세카만(스페인어: Golfo de Fonseca, 영어: Gulf of Fonseca, 문화어: 폰쎄까만)은 중앙아메리카에 위치한 만으로, 엘살바도르, 온두라스, 니카라과 경계에 있다.